# Scott Laughton
Scott Glenn Laughton (* 30. Mai 1994 in Oakville, Ontario) ist ein kanadischer Eishockeyspieler, der seit März 2025 bei den Toronto Maple Leafs in der National Hockey League (NHL) unter Vertrag steht. Zuvor verbrachte der Center über zwölf Jahre bei den Philadelphia Flyers, die ihn im NHL Entry Draft 2012 an 20. Position ausgewählt hatten.

## Karriere

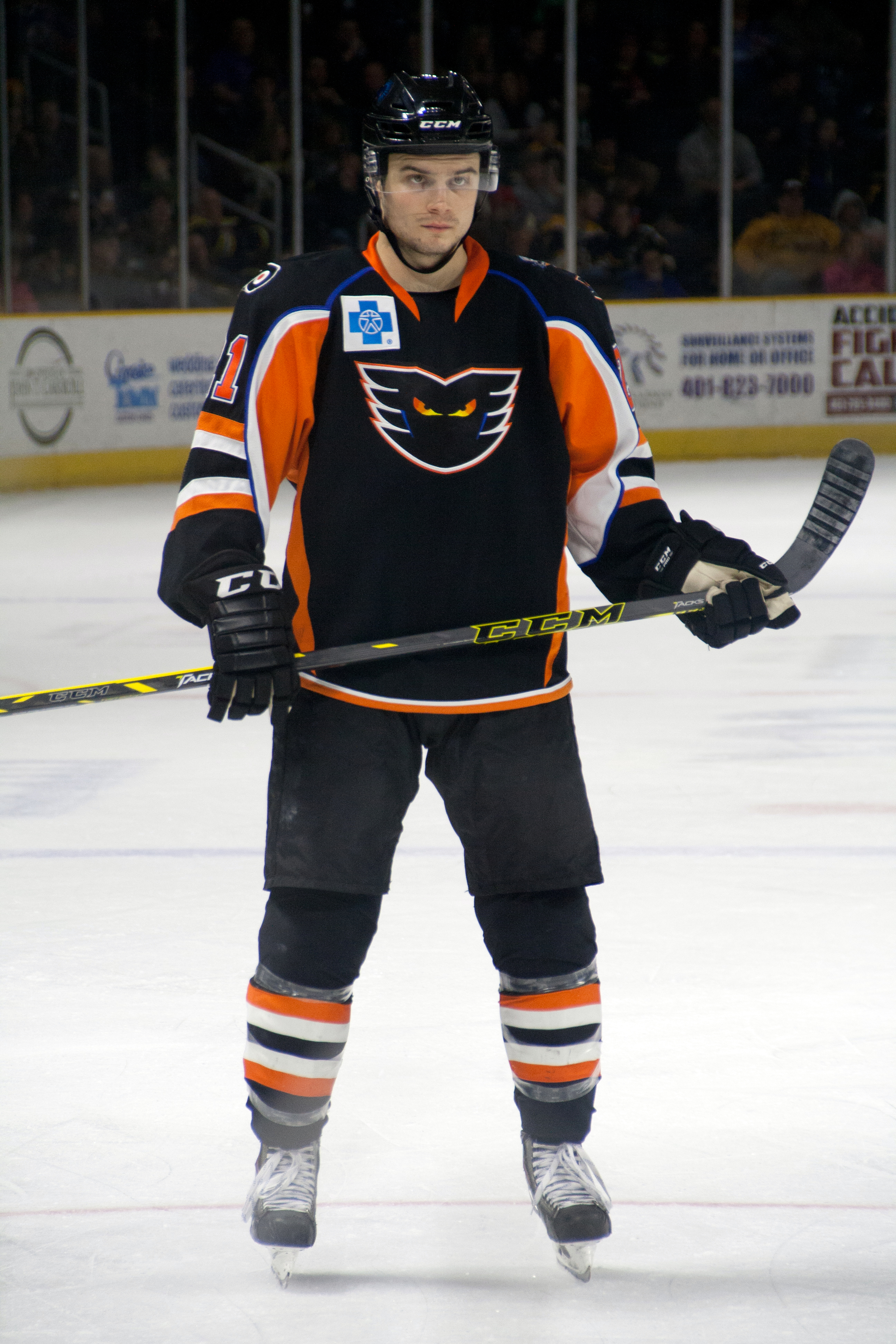
Laughton im Trikot der Lehigh Valley Phantoms (2015)

Scott Laughton wurde in Oakville geboren und begann im Alter von fünf Jahren mit dem Eishockeyspielen. Bis zu seinem 14. Lebensjahr wurde er von seinem Vater trainiert, der in seiner Jugend ebenfalls Eishockey sowie später Lacrosse gespielt hatte. Später spielte Scott Laughton für das prestigeträchtige Nachwuchsprogramm der Toronto Marlboros, mit denen er 2010 als Mannschaftskapitän die Meisterschaft der Greater Toronto Hockey League gewann und dabei in 76 Spielen 95 Scorerpunkte beisteuerte. In der anschließenden Priority Selection der Ontario Hockey League (OHL) wurde der Angreifer an dritter Position von den Oshawa Generals ausgewählt, für die er mit Beginn der Saison 2010/11 in der OHL auflief. Zudem vertrat er sein Heimatland während seiner Rookie-Saison erstmals auf internationalem Niveau und gewann dabei jeweils die Goldmedaille bei der World U-17 Hockey Challenge 2011 und beim Ivan Hlinka Memorial Tournament 2011.
In der Spielzeit 2011/12 kam Laughton auf 53 Punkte in 64 Spielen für die Generals, wurde zum CHL Top Prospects Game eingeladen und gewann bei der anschließenden U18-Weltmeisterschaft 2012 die Bronzemedaille. Im NHL Entry Draft 2012 wählten ihn dann die Philadelphia Flyers an 20. Position und statteten ihn im August gleichen Jahres mit einem Einstiegsvertrag aus. Durch den Lockout der Saison 2012/13 verbrachte Laughton die erste Saisonhälfte in der OHL, ehe er im Januar 2013 für die Flyers in der National Hockey League (NHL) debütierte. Dort kam er auf fünf Einsätze, ehe an das Farmteam der Flyers, die Adirondack Phantoms aus der American Hockey League (AHL), abgegeben wurde und dort weitere sechs Spiele absolvierte. Im Anschluss kehrte der Mittelstürmer nach Oshawa zurück und beendete dort nicht nur die Saison, sondern verbrachte bei den Generals die gesamte folgende Spielzeit 2013/14. Dabei erreichte er mit 87 Scorerpunkten einen persönlichen Bestwert und wurde infolgedessen ins First All-Star Team der OHL berufen, nachdem er über den Jahreswechsel mit der U20-Nationalmannschaft Kanadas bei der U20-Weltmeisterschaft 2014 den vierten Platz belegt hatte.
Mit Beginn der Saison 2014/15 trat Laughton endgültig in die Organisation der Philadelphia Flyers über und verbrachte die Spielzeit zu etwa gleichen Teilen bei den Flyers in der NHL und deren neuen AHL-Farmteam, den Lehigh Valley Phantoms. Das folgende Jahr spielte der Center erstmals komplett in Philadelphia und kam in 71 Spielen auf 21 Scorerpunkte. Diesen Stammplatz verlor er in der Saison 2016/17, bevor sein Vertrag bei den Flyers im Sommer 2017 um zwei Jahre verlängert wurde und er anschließend fest ins NHL-Aufgebot Philadelphias zurückkehrte. Im April 2021 wiederum unterzeichnete er einen neuen Fünfjahresvertrag bei den Flyers, der ihm mit Beginn der Spielzeit 2021/22 ein durchschnittliches Jahresgehalt von drei Millionen US-Dollar einbringen soll. Nach der Saison 2022/23 feierte Laughton im Rahmen der Weltmeisterschaft 2023 in Finnland und Lettland sein Debüt in der kanadischen Nationalmannschaft, mit der er am Turnierende die Goldmedaille gewann.
Im März 2025 wurde Laughton nach über zwölf Jahren in der Organisation der Flyers an die Toronto Maple Leafs abgegeben, wobei Toronto zusätzlich ein Viertrunden-Wahlrecht im NHL Entry Draft 2025 sowie ein Sechstrunden-Wahlrecht im NHL Entry Draft 2027 erhielt. Im Gegenzug erhielten die Flyers, die weiterhin die Hälfte seines Gehalts übernehmen, Nikita Grebjonkin sowie ein Erstrunden-Wahlrecht im Draft 2027. Letzteres ist dabei top 10 protected, verschiebt sich also automatisch um ein Jahr nach hinten, falls es sich unter den ersten zehn Positionen befinden sollte.

## Erfolge und Auszeichnungen
- 2012 Teilnahme am CHL Top Prospects Game
- 2014 OHL First All-Star Team

Internationale Auszeichnungen waren:
- 2011 Goldmedaille bei der World U-17 Hockey Challenge
- 2011 Goldmedaille beim Ivan Hlinka Memorial Tournament
- 2012 Bronzemedaille bei der U18-Junioren-Weltmeisterschaft
- 2023 Goldmedaille bei der Weltmeisterschaft

## Karrierestatistik

### National
Stand: Ende der Saison 2024/25

### International
Vertrat Kanada bei:
| - World U-17 Hockey Challenge 2011 - Ivan Hlinka Memorial Tournament 2011 - U18-Junioren-Weltmeisterschaft 2012 | - U20-Junioren-Weltmeisterschaft 2014 - Weltmeisterschaft 2023 |

(Legende zur Spielerstatistik: Sp oder GP = absolvierte Spiele; T oder G = erzielte Tore; V oder A = erzielte Assists; Pkt oder Pts = erzielte Scorerpunkte; SM oder PIM = erhaltene Strafminuten; +/− = Plus/Minus-Bilanz; PP = erzielte Überzahltore; SH = erzielte Unterzahltore; GW = erzielte Siegtore; 1 Play-downs/Relegation; Kursiv: Statistik nicht vollständig)